# Oorlogsgravenstichting
De Oorlogsgravenstichting is een Nederlandse stichting die wereldwijd meer dan 50.000 oorlogsgraven beheert. De Oorlogsgravenstichting heeft 180.000 mensen geregistreerd als oorlogsslachtoffer. Mannen, vrouwen en kinderen die hun leven verloren tijdens de Tweede Wereldoorlog of tijdens gewelddadige conflicten daarna – zoals in voormalig Nederlands-Indië en tijdens recente vredesmissies.  
De Oorlogsgravenstichting wil de herinnering aan deze mensen levend houden door hun verhalen te verzamelen en te delen en door het onderhouden van de 50.000 Nederlandse oorlogsgraven overal in de wereld.

## Geschiedenis
Aan het einde van de Tweede Wereldoorlog lagen over de hele wereld graven van tienduizenden Nederlandse oorlogsslachtoffers. In tegenstelling tot de landen om ons heen die betrokken waren geweest bij de Eerste Wereldoorlog kende Nederland geen organisatie om voor deze graven te zorgen. Op initiatief van reserve luitenant-kolonel Dr. A. van Anrooy, hoofd van de dienst voor Identificatie en Berging van het Ministerie van Oorlog, werd op 13 september 1946 de Oorlogsgravenstichting opgericht. Deze stichting kreeg brede steun van ministeries, het Rode Kruis, verenigingen van oud-gevangenen en het voormalig verzet. Koningin Wilhelmina werd beschermvrouwe en prins Bernhard erevoorzitter.
Om de Nederlandse oorlogsslachtoffers een graf te kunnen geven, had de Oorlogsgravenstichting zoveel mogelijk gegevens nodig van Nederlanders die tijdens de Tweede Wereldoorlog waren omgekomen. Het verzamelen van deze gegevens werd gedaan door een kleine staf en een team van vrijwilligers. Het lukte deze kleine groep een archief op te zetten met de gegevens van alle Nederlandse oorlogsslachtoffers. Zij zochten in de archieven van de Ministeries van Oorlog en Sociale Zaken, het Rijksinstituut voor Oorlogsdocumentatie en het Nederlandse Rode Kruis. Tegelijkertijd spoorden zij nabestaanden op en zochten in gemeentearchieven om te controleren of de gevonden gegevens klopten. Het ging in totaal om 180.000 Nederlanders die omgekomen waren. 50.000 van hen hadden een aanwijsbaar graf.
In 1952 was het registreren van de slachtoffers voor het grootste deel gereed. Daarna werkte men tot ongeveer 1973 aan de registratie van de 130.000 slachtoffers die geen aanwijsbaar graf hadden. Dit namenbestand en het archief vormen de basis van alle activiteiten van de Oorlogsgravenstichting: het vertellen van verhalen, het onderhouden van oorlogsgraven, het beheer van de erevelden, het verstrekken van informatie aan nabestaanden.

## Werk
Het werk binnen de stichting wordt gedaan door enkele betaalde personeelsleden en een groep vrijwilligers. De belangrijkste taak van de stichting is het onderhouden van 50.000 Nederlandse oorlogsgraven. Deze liggen verspreid over meer dan 50 landen in 5 continenten. Dit zijn niet alleen graven van militairen, maar ook van burgers die zijn gesneuveld ten tijde van oorlog. Naast het beheer van de Nederlandse graven heeft de stichting ook nog 9.000 graven in beheer van geallieerde militairen. Verder organiseert ze reizen naar erevelden in het buitenland.

## Herbegravingen
De stichting tracht tevens te voorkomen dat oorlogsgraven verloren gaan. Op het moment dat een begraafplaats een graf uit de Tweede Wereldoorlog wil ruimen, probeert de stichting het stoffelijk overschot te verplaatsen naar Nationaal Ereveld Loenen. Betreft het graf een militair die gesneuveld is in de meidagen van 1940, dan wordt het stoffelijk overschot herbegraven op Militair ereveld Grebbeberg. Er vinden gemiddeld 35 herbegravingen per jaar plaats.

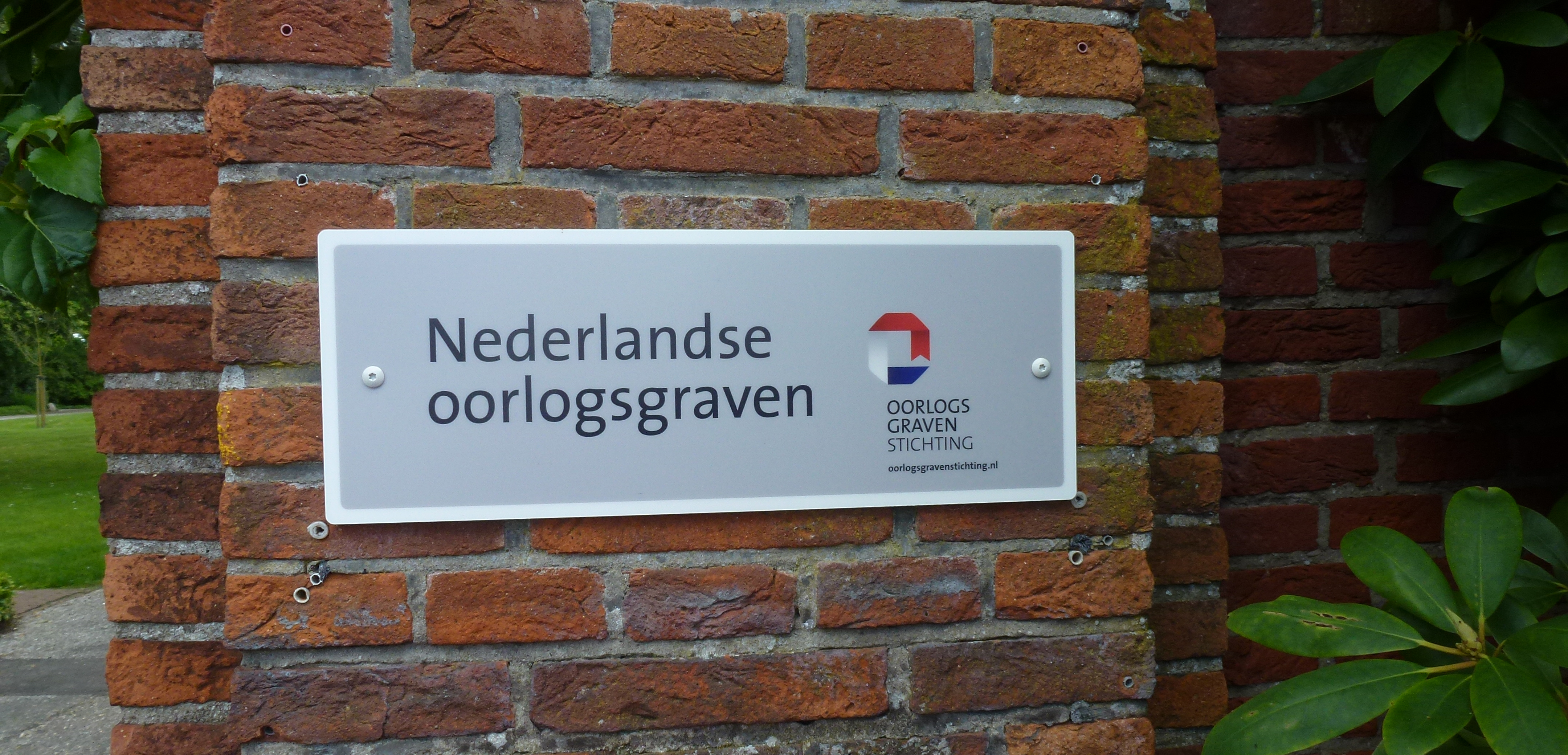

## Soorten graven
De stichting beheert verschillende soorten graven. De graven zijn in te delen in vier categorieën:
- Militaire Rijksgraven: graven van militairen die gesneuveld zijn, dit kunnen zowel Nederlandse als geallieerde militairen zijn.
- Civiele Rijksgraven: graven van burgers die gesneuveld zijn.
- Stichtingsgraven: graven waarvan het pachtrecht is verlopen en die zijn overgedragen aan de stichting.

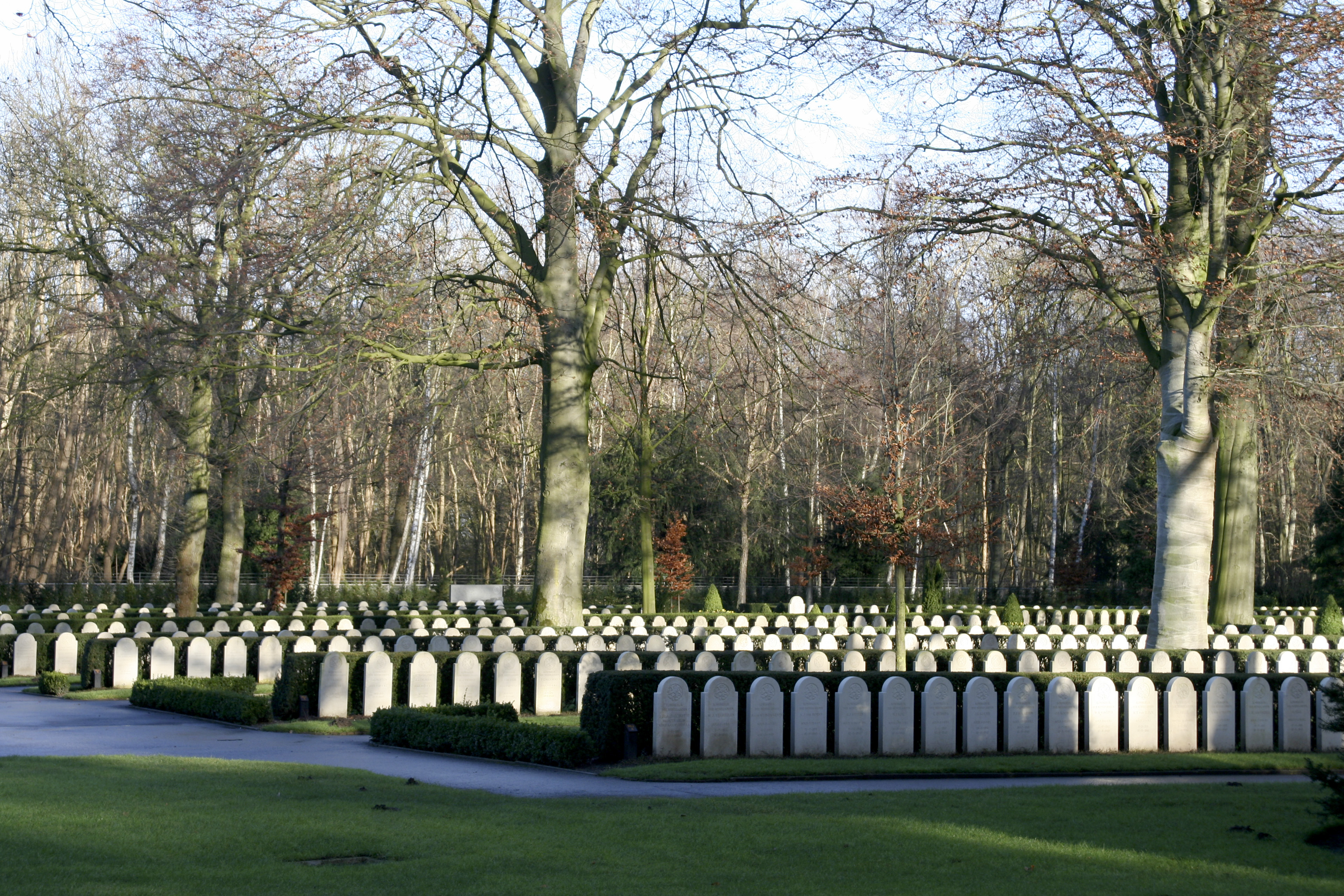
Militair ereveld Grebbeberg
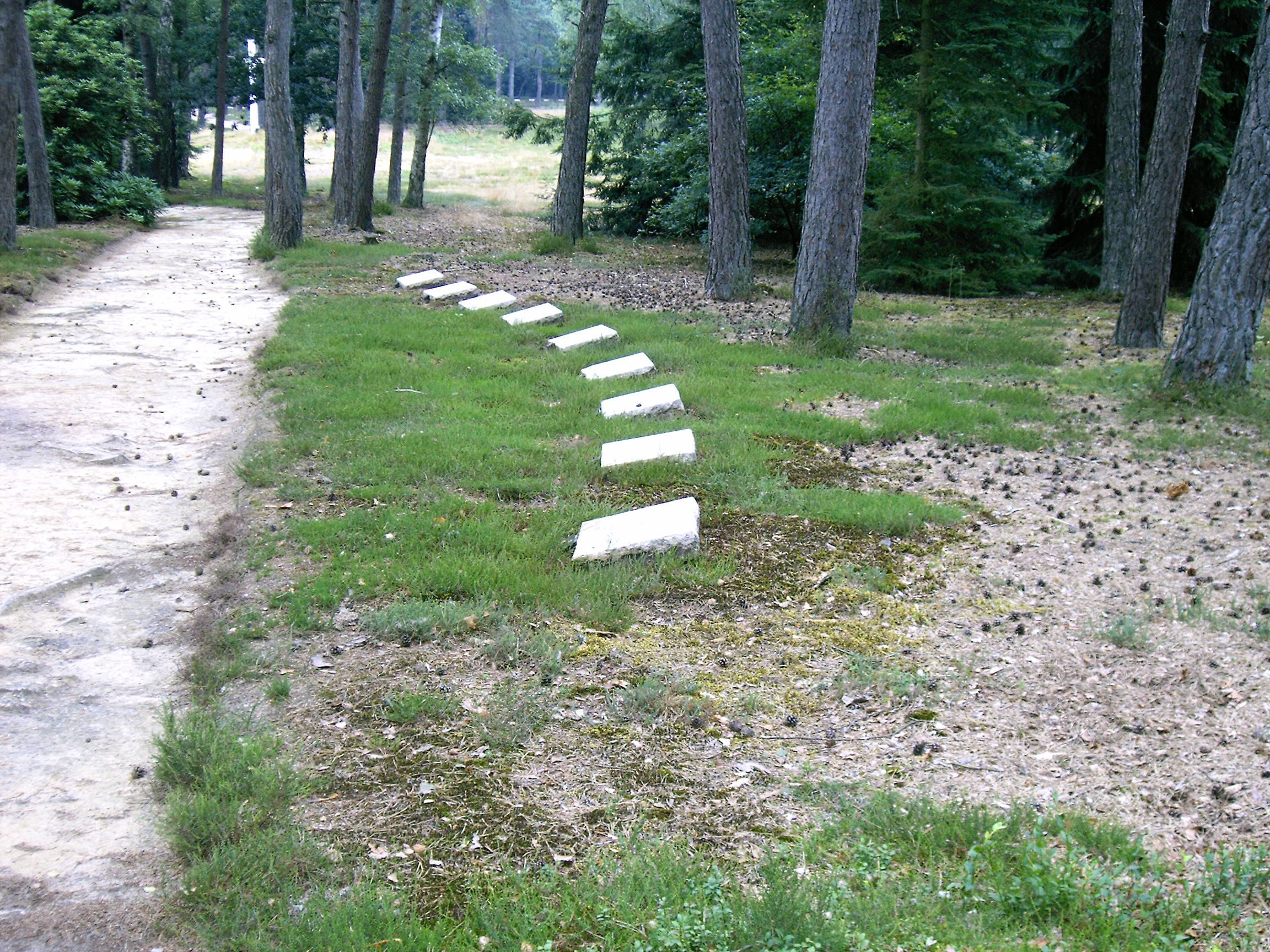
Nationaal Ereveld Loenen
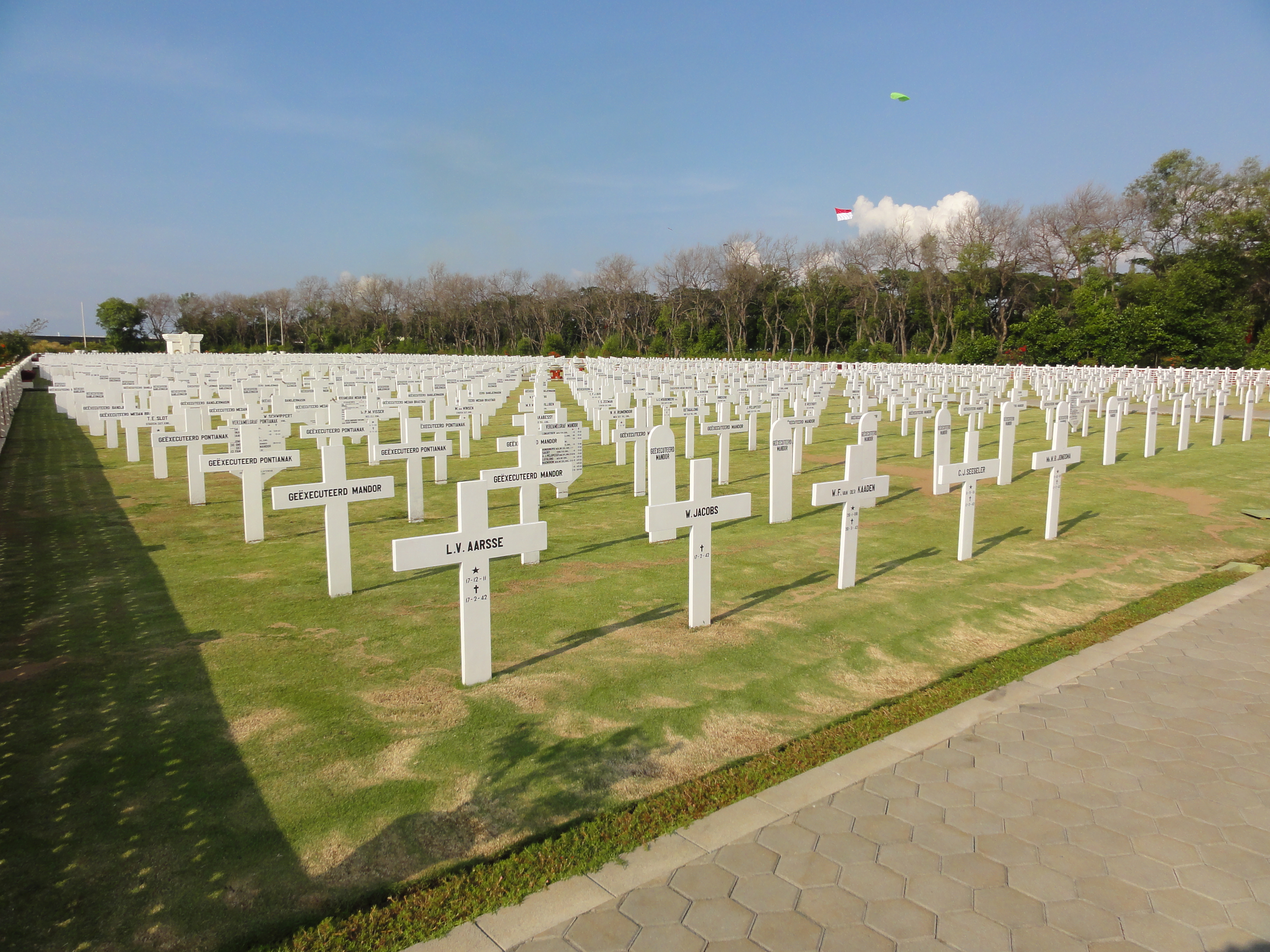
Ereveld Ancol, Tanjung Priok, Indonesië
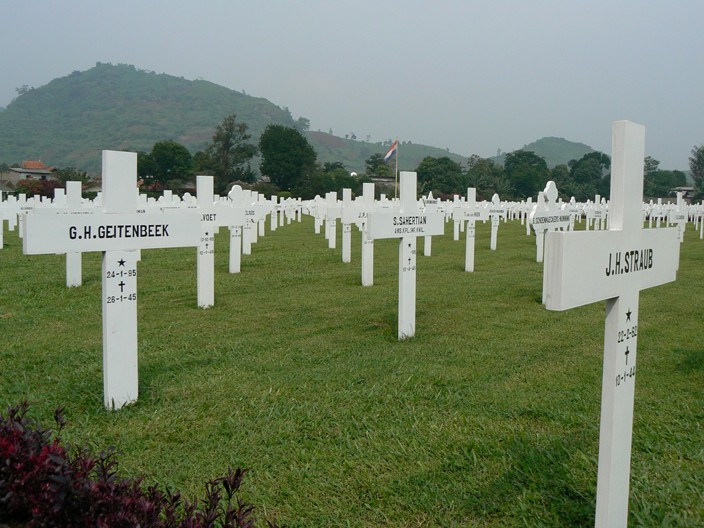
Ereveld Leuwigajah, Cimahi, Indonesië

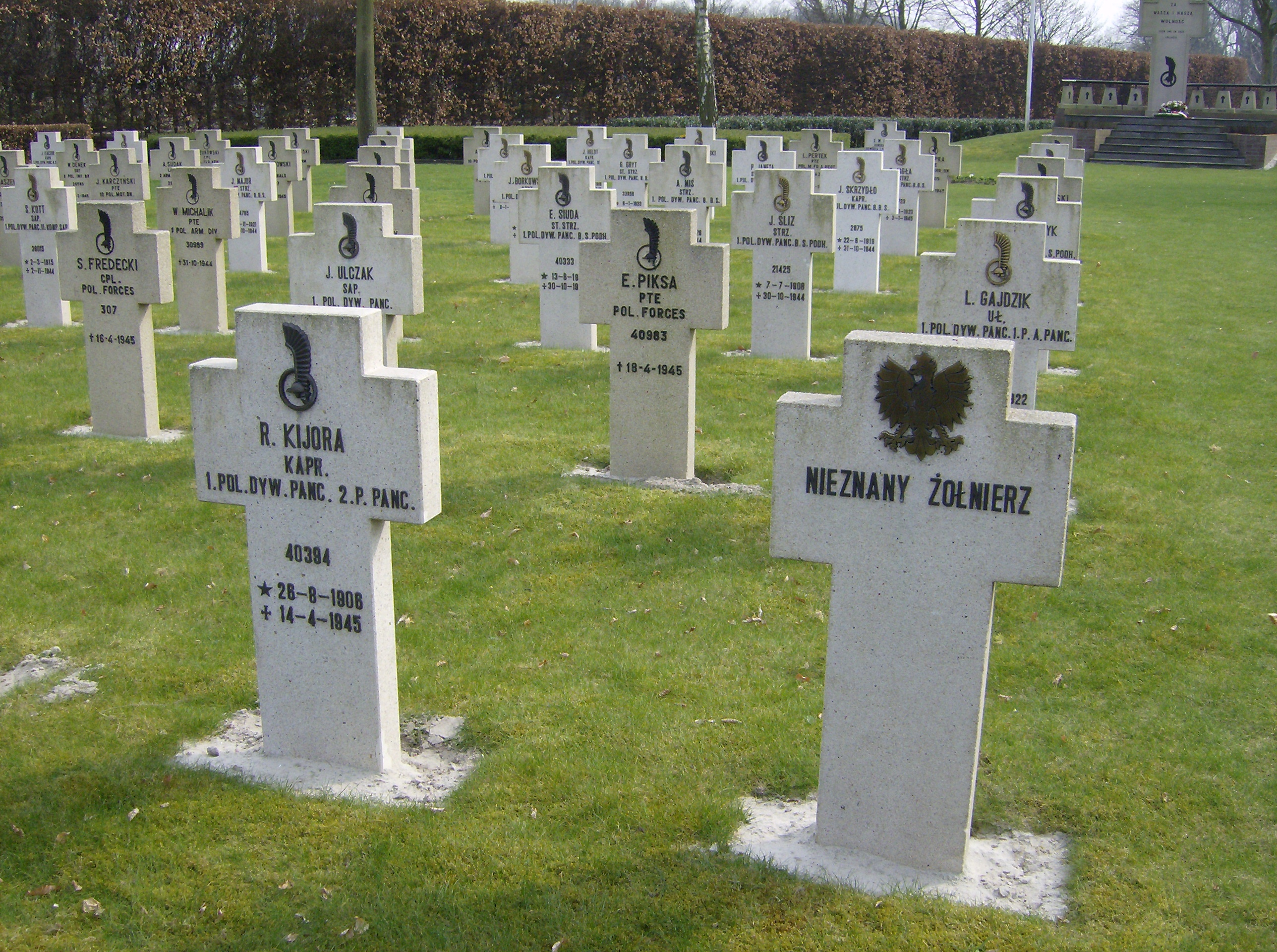
Pools militair ereveld Breda
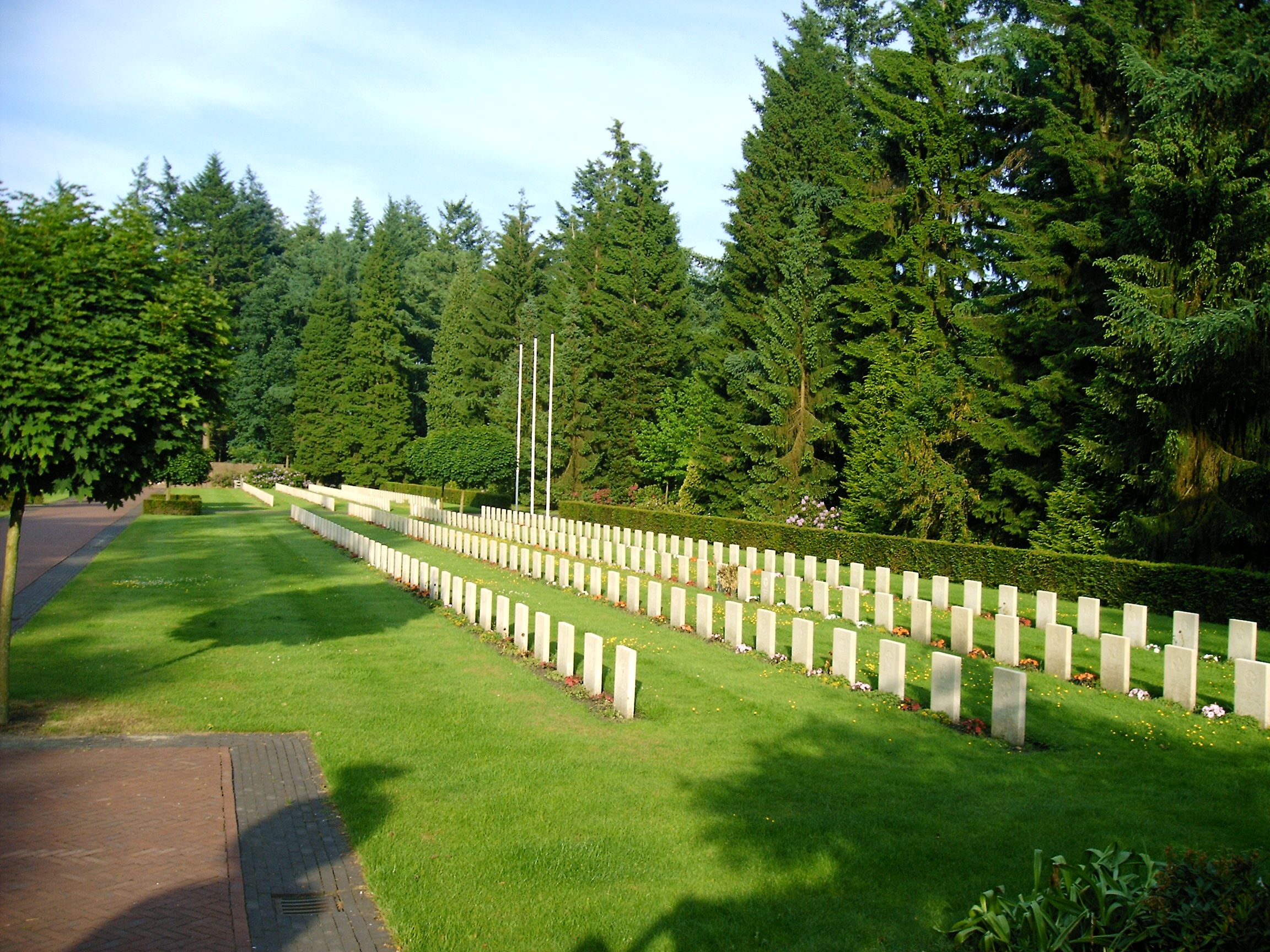
Sovjet Ereveld Leusden

## Bestuur
De Oorlogsgravenstichting wordt geleid door Lisette Mattaar. Het toezicht op het functioneren van de organisatie is in handen van de raad van toezicht, onder voorzitterschap van Jaap Smit.  Koning Willem-Alexander der Nederlanden is beschermheer van de Oorlogsgravenstichting.